# جوناثان بيترسن
جوناثان بيترسن (بالدنماركية: Jonathan Petersen)‏ هو ملحن دنماركي، ولد في 7 مايو 1881 في باميوت في جرينلاند، وتوفي في 22 أغسطس 1961 في نوك في جرينلاند.